# Ак-Джай
Ак-Джай (кирг. Ак-Жай) — село в Алайском районе Ошской области Кыргызстана. Входит в состав Уч-Дебенского айылного аймака.

## География
Село расположено в южной части области, в высокогорной зоне, на правом берегу реки Кичик-Каракол, вблизи места впадения её в реку Гульча, на расстоянии приблизительно 45 километров (по прямой) к югу от села Гульча, административного центра района.

## Население
Согласно оценочным данным Национального статистического комитета Кыргызской Республики, численность населения села на начало 2023 года составляла 1371 человек.
| год     | 2009 | 2014 | 2015 | 2020 | 2021 | 2023 |
| ------- | ---- | ---- | ---- | ---- | ---- | ---- |
| человек | 1222 | 1158 | 1160 | 1331 | 1357 | 1371 |